# ヴルビェティツェ弾薬庫爆発事件
ヴルビェティツェ弾薬庫爆発事件（チェコ語: Výbuchy muničních skladů ve Vrběticích）は、2014年にチェコ・ズリーン州で起こった爆発事件である。
現場は、ヴルビェティツェ（cz:Vrbětice (Vlachovice)）集落の森にある、イメックス･グループの運営する弾薬庫。10月16日爆発が起こり、近隣の建物の窓が割れる被害が生じた。1か月以上経過して、勤務していた56歳と69歳の男性2人の遺体が発見された。12月3日にも爆発があった。
2021年4月17日、チェコの首相アンドレイ・バビシュは、事件にロシア連邦軍参謀本部情報総局の特殊部隊29155部隊が関与した明白な証拠があるとして、国内駐在のロシアの外交官18人に48時間以内の国外退去を命じたと記者会見で発表した。チェコ捜査当局は、事件の容疑者として、2018年3月の元ロシア人二重スパイセルゲイ・スクリパリ暗殺未遂事件にも関与したアレクサンドル・ミシュキン、アナトリー・チェピガの2人の名前を公表した。